# Uškovskij
Uškovskij (rusky Ушковский, známý též jako Ploskaja Dalňaja, Плоская Дальняя) je masivní, 3 943 m vysoký, v současnosti neaktivní stratovulkán, nacházející se ve východní vulkanické zóně poloostrova Kamčatka, jako nejsevernější člen Ključevské vulkanické skupiny, asi 15 km severozápadně od samotného masivu Ključevské sopky. Vrchol sopky tvoří kaldera o rozměrech 4,5 × 5,5 km, která vznikla přibližně před 8 600 lety. Kaldera je trvale zaledněná a nacházejí se v ní dva struskové kužele z postkalderového stadia vulkanismu. Jediná historicky zaznamenaná erupce je z dubna roku 1890. Šlo o slabou explozivní erupci z jednoho z vrcholových kuželů.